# Verrucaria falcata
Verrucaria falcata är en lavart som beskrevs av Breuss. Verrucaria falcata ingår i släktet Verrucaria och familjen Verrucariaceae.   Inga underarter finns listade i Catalogue of Life.